# Els Banys i Palaldà
Els Banys d'Arles i Palaldà, o, simplificadament, els Banys i Palaldà ([pələl'da] o [pələw'da], oficialment i en francès Amélie-les-Bains-Palalda) és una comuna nord-catalana de la comarca del Vallespir, a la Catalunya del Nord.
El municipi actual és el resultat de la unió de tres antigues comunes: els Banys d'Arles, Palaldà o Palaudà (annexat el 1942) i Montalbà (de l'Església, de Paracolls o dels Banys) (annexat el 1962). Antigament ja hi havia unes termes romanes, però va ser amb el regne de Lluís Felip I que el lloc va adquirir notorietat en privatitzar els banys.

## Etimologia
Com totes les altres poblacions catalanes que porten banys o caldes i derivats en el seu nom, el nom d'els Banys d'Arles indica la presència de banys públics d'època romana. Als Banys d'Arles, efectivament s'hi han trobat les antigues termes romanes. La segona part del topònim fa referència a la pertinença al monestir de Santa Maria d'Arles.
El nom d'Amélie de la denominació oficial francesa és del 1840, en homenatge a la reina Maria Amèlia de Borbó-Dues Sicílies, esposa del rei (francès) Lluís Felip I.

## Geografia

### Localització i característiques generals del terme

Situació de la comuna dels Banys d'Arles i Palaldà en el Vallespir

L'actual terme comunal dels Banys d'Arles i Palaldà, de 294.300 hectàrees d'extensió, està situat a la zona central de la comarca del Vallespir. El terme s'estén a banda i banda del Tec, en un terme estret, d'est a oest, i allargassat, de nord a sud, però amb una forma irregular fruit de la fusió de les tres antigues comunes que l'integren actualment. Pel sud, assoleix la carena pirinenca, on arriba als 1.421 metres d'altitud al sud-oest del Roc de Fraussa; pel nord, la carena que tanca pel costat septentrional arriba als 597 m alt al cim del Montargull, a l'antic terme de Palaldà.
| Montboló                | Reiners |                     |
| Arles                   |         | Reiners             |
| Sant Llorenç de Cerdans |         | Maçanet de Cabrenys |

### Antic terme dels Banys d'Arles

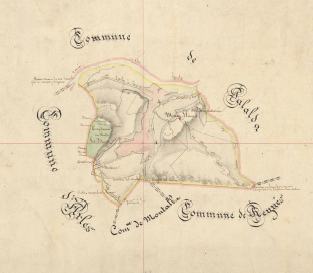
Antic terme dels Banys d'Arles en el Cadastre napoleònic del 1812 (Arxius Departamentals dels Pirineus Orientals, ADPO)

El terme original dels Banys d'Arles era molt petit. Totalment a la dreta del Tec, abraçava quasi exclusivament l'espai que avui dia ocupa el nucli urbà dels Banys d'Arles. El seu límit occidental era el de la comuna actual, termenal amb la comuna d'Arles; el septentrional, amb el riu, que feia de termenal amb el terme de Palaldà, i el meridional, era termenal amb Montalbà de l'Església. El límit oriental era termenal amb el sector del terme de Palaldà situat a la dreta del Tec, a l'est del Mas del Pastor. És la zona on s'han creat les modernes urbanitzacions dels Banys d'Arles.

#### Els Banys d'Arles
Les fonts d'aigua sulfurosa dels Banys d'Arles són conegudes des de l'antiguitat, com s'ha comprovat en els treballs arqueològics fets en el terme. A l'edat mitjana, fou el monestir de Santa Maria d'Arles que es feu amb la propietat de les antigues termes, i a ran de la Revolució Francesa passaren a ser propietat comunal. Tanmateix, durant el regnat de Lluís Felip I de França, les termes foren privatitzades. Anomenades Establiment de les Termes Romanes, feren companyia a d'altres establiments, com les Termes Pujada i l'Hospital Militar i esdevingueren el motor del nucli de població que s'hi anà generant. Aquest fou el motiu per al canvi de nom oficial francès del poble i comuna: la reina Amèlia, muller de Felip I, hi feu llargues estades.

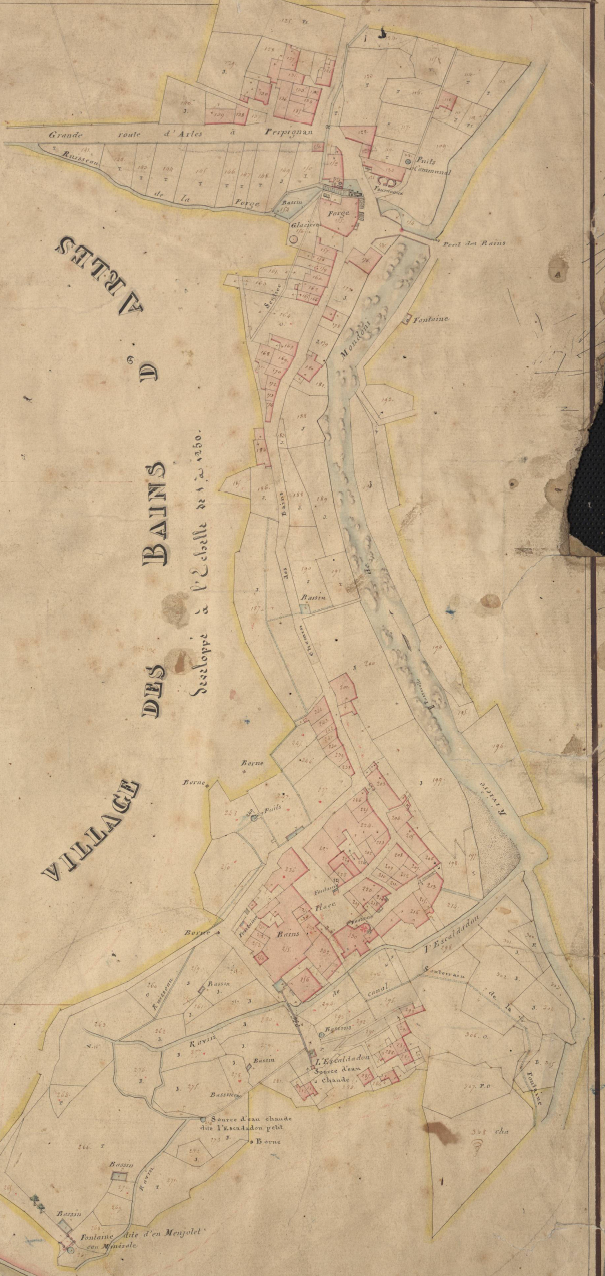
Els Banys d'Arles en el Cadastre napoleònic del 1812 (ADPO)

El Fort dels Banys tanca pel sud-oest l'antic terme dels Banys d'Arles: el fort està situat a prop del termenal amb Arles, pel costat de ponent, i de l'antic termenal amb Montalbà. Aquest antic terme, de tot just 3,4 km², s'estenia tot ell a la dreta del Tec, amb el límit meridional en una línia aproximadament recta entre el sud del Fort dels Banys i les Gorges del Montdony, al sud de la Cascada d'Anníbal. Al sud d'aquest antic terme, al començament dels contraforts que davallen de la carena dels Pirineus, es troben les principals surgències termals, com el Gran Escaldador. El poble dels Banys d'Arles era a l'extrem occidental del seu vell terme.

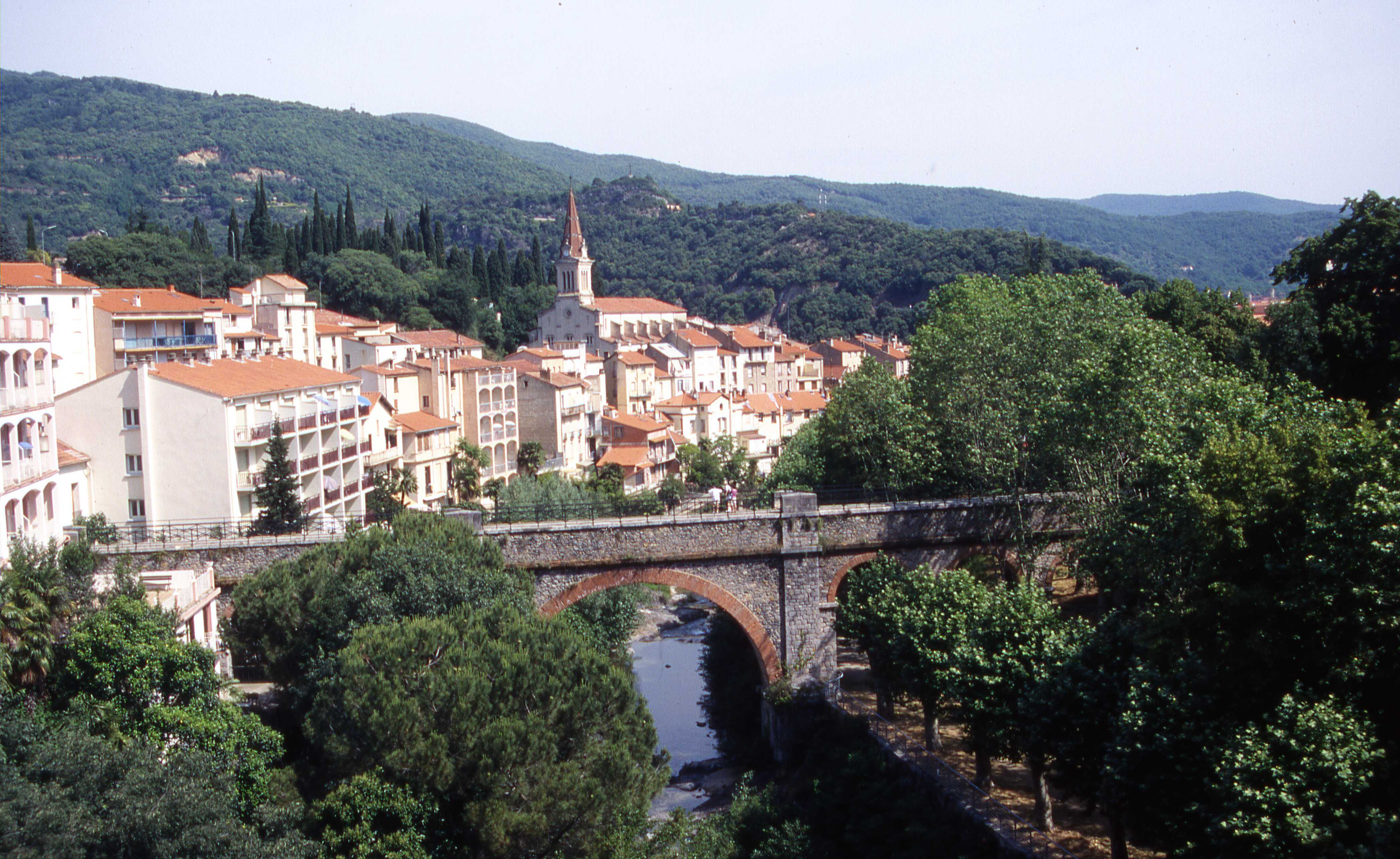
Els Banys d'Arles, des del sud

L'actual església parroquial dels Banys d'Arles és dedicada a Sant Quintí dels Banys d'Arles, com l'antiga capella, destruïda el 1932, de Sant Quintí d'Arles. Dins del nucli de població es conserva també una altra capella dedicada a Sant Quintí, així com la capella, a la zona termal del poble, de l'antic Hospital Militar, Santa Maria de l'Hospital Militar. Al cementiri del poble hi ha també la capella del Sant Crist.

#### Les modernes urbanitzacions
Els Banys d'Arles ha crescut modernament a partir d'algunes urbanitzacions situades sobretot a llevant del nucli principal de població. A prop, el Mas del Pastor, i més lluny, sempre a prop del Tec, a la seva dreta, Can Dai, el Mas Aldai i Can Cliquetes, al nord de la carretera general, i l'Oratori, Super Amèlia, Can Tormenta i l'Estanyol, al sud de la carretera, enfilades en els costers d'aquell sector. Alguns d'aquests veïnats són antics agrupaments de masies que ja apareixen en el Cadastre napoleònic del 1812, però que pertanyien originàriament al terme de Palaldà.

### Antic terme de Palaldà

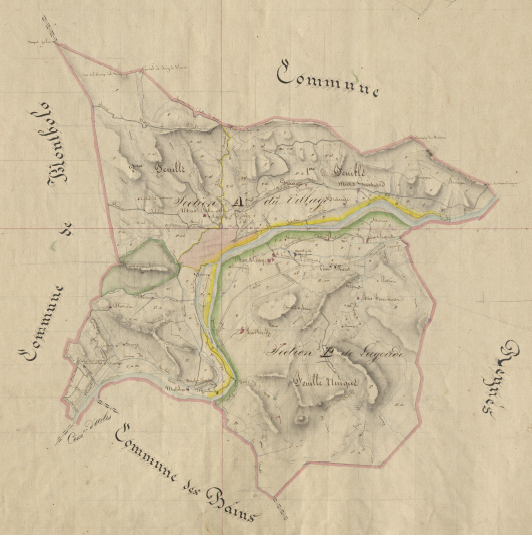
L'antic terme de Palaldà en el Cadastre napoleònic del 1812 (ADPO)

L'antiga comuna de Palaldà fou afegida el 1945, a la fi de la Segona Guerra Mundial, als Banys d'Arles; en ocasió d'aquesta agregació, la comuna passà a anomenar-ne els Banys d'Arles i Palaldà. Palaldà aporta uns 3,23 km² a la nova comuna, de manera que doblà la superfície, però tot i la unió d'aquestes dues primeres comunes, els 6,63 km² que s'assoliren el 1945 estaven molt lluny del que s'aconseguí el 1962. Ocupava tota la part de l'actual terme comunal que queda a l'esquerra del Tec més la de la dreta del riu a llevant del Mas del Pastor, exactament tot el sector que queda al nord del termenal amb Reiners.

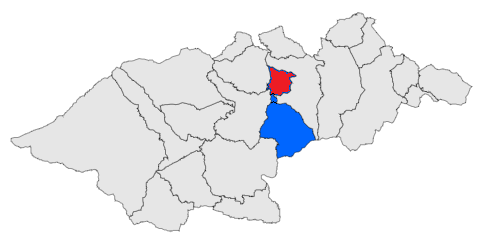
Mapa de l'antiga comuna de Palaldà, respecte del seu terme actual

Situat a banda i banda de la Tet, amb una mica més d'extensió a l'esquerra que a la dreta, el sector del nord del riu és un coster, mentre que el de la dreta és una mica més pla. El límit occidental, termenal amb Montboló, arrenca del Tec, a 222,2 m alt cap al nord, fent al principi un angle doble, primer cap a l'oest i després cap al nord. Tot seguit, s'adreça de forma bastant recta cap al nord deixant dins del terme de Palaldà l'actual barri del Marroc, i després segueix un tram del Còrrec de Pedres Blanques; després, girant cap al nord-est, passa per damunt del barri de la Petita Provença, travessa la carretera de Montboló (D - 53), ja a 352,5 m alt, passa a ponent de la Roca Barral, travessa el Còrrec de la Coma a 362,6 m alt, passa a ponent del Puig de Llunes i s'adreça a la zona de Montargull, on assoleix els 596,5 m alt, i continua encara un tram cap al nord, fins al punt on es troben les dues comunes esmentades fins ara amb la de Reiners, a 582,5 m alt.
La resta del termenal de l'antiga comuna de Palaldà és amb Reiners, tant al nord, com a l'est i al sud. Al nord, que segueix una línia aproximada de nord-oest a sud-est, sense cap accident destacat que la marqui geogràficament, i va davallant cap als 416,9 m alt quan arriba a tocar la carretera D - 618, que fa de termenal un bon tram, els 361 quan l'abandona, els 310,1 quan travessa la carretera D - 15, entre 320 i 290 quan travessa el Serrat de la Teuleria, fins que arriba al Tec a 162 m alt. Després de travessar el riu, el termenal de Palaldà amb Reiners continua essent arbitrari, la major part del seu recorregut. De primer, puja a un turó de 344,7 m alt, a la zona de l'Estanyol, on gira cap al sud-oest, travessa el Còrrec de la Muntanyola, i recorre cap a ponent entre les cotes 400 i 500, fins que, ja a l'extrem oest del seu recorregut, baixa pel nord del Roc de la Campana cap a les roques que limiten les Gorges del Montdony. El punt més elevat era la zona de Montargull, amb 596,5 m alt, i el més baix, els 162 de la Llera del Tec a l'extrem de llevant. El poble de Palaldà és a 243,3 m alt.

#### El poble de Palaldà

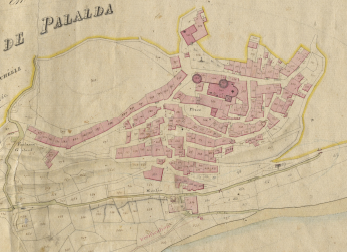
Palaldà en el Cadastre napoleònic del 1812 (ADPO)

El seu nucli principal és un poble agrupat a l'entorn de l'església parroquial de Sant Martí de Palaldà i del vell Castell de Palaldà, del qual queden restes notables. Dins del nucli de població es conserva també la capella de la Mare de Déu del Roser.
Palaldà avui ja presenta un contínuum urbà amb els Banys d'Arles, atès que el creixement de la població s'ha produït en la zona plana del terme, a banda i banda del riu. Dins de l'antic terme de Palaldà hi ha tot de barris i urbanitzacions, que ocupen la major part de la riba esquerra del Tec: le Balcon, la Corniche, el Marroc, la Petita Provença, les Terrasses, la Riviera, Beausoleil, la Civadera, Sobrevila, la Reixa i el Mas de les Basses, i de la dreta: Can Cliquetes, Mas Aldai, Super Amèlia, Can Dai i Can Turmenta.

### Antic terme de Montalbà de l'Església, dels Banys, o de Paracolls

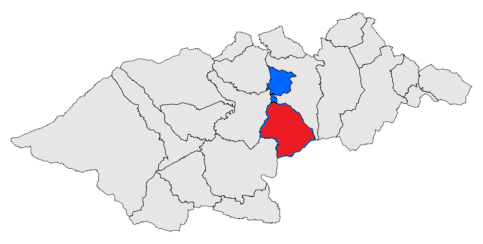
Mapa de l'antiga comuna de Montalbà dels Banys

L'antic terme de Montalbà dels Banys, de Paracolls, de l'Església, o d'Amélie, aportà 22,80 km² al terme actual, en el moment d'incorporar-s'hi, el 1962. Per tant, quasi tres quartes parts del terme actual dels Banys d'Arles i Palaldà pertanyen a l'antic terme de Montalbà i, en canvi, no ha quedat reflectit en el nom de la comuna.

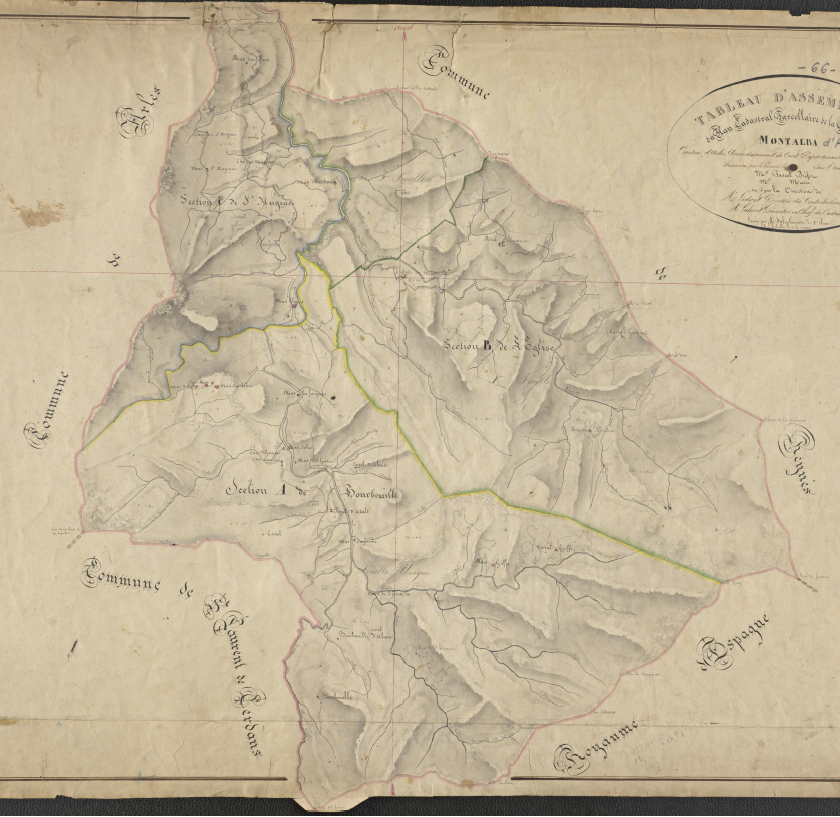
Antic terme de Montalbà en el Cadastre napoleònic del 1812 (ADPO)

Els límits meridional, oriental, occidental coincidien amb els del sector sud del terme actual. El límit septentrional de l'antiga comuna de Montalbà és l'actual termenal amb Reiners existent al nord de la meitat sud del terme, just on el terme comunal s'estreny extraordinàriament, en la seva meitat oriental; l'altra meitat del septentrional era el límit amb la comuna dels Banys d'Arles. És la part més muntanyenca de la comuna, amb el Roc de la Campana, de 1.434,8 m alt, al sud-oest del Roc de Fraussa, com a punt culminant del terme. Aquest extrem sud-oriental del terme és la carena axial pirinenca, des del vessant del Roc de Fraussa, al lloc on es troben els termes dels Banys d'Arles i Palaldà i Reiners amb l'empordanès municipi de Maçanet de Cabrenys, a 1.418,4 m alt, cap al sud-oest, passant per la Collada de Sant Martí, a 1.409 m alt, l'esmentat Roc de la Campana, el Roc de la Sentinella, de 1.400,9, les Collades, a 1.275, el Coll de la Dona Morta, 1.126,6, el Coll de Perelló, a 1.063,3, que és l'extrem meridional del terme, i la divisòria emprèn la direcció nord-oest, anant cap a la Collada Verda, a 1.080,6 m alt. Des d'aquesta collada, i en direcció oest, el termenal va cap al Puig del Torn, de 1.143,4 m alt, a l'angle sud-oest del terme, termenal amb Sant Llorenç de Cerdans i Maçanet de Cabrenys.
El termenal de ponent d'aquest antic terme, i ara del conjunt de la comuna on s'inclou, va davallant progressivament des del Puig del Torn cap al nord deixant les carenes i anant a cercar el Còrrec del Serrat del Pi, per la qual cosa davalla ràpidament cap als 934 m alt; aquest còrrec va a afluir en la Ribera del Terme, la qual alhora és afluent del Montdony. Després de fer un parell de meandres en la llera de la Ribera del Terme, el termenal puja cap al nord-oest per anar a buscar una carena, sempre marcant el límit entre els Banys d'Arles i Palaldà i Sant Llorenç de Cerdans. Així, arriba a la Serra de la Degolla, que es troba a l'entorn dels 1.000/1.250 m alt, sempre pujant progressivament, fins a arribar al triterme d'aquestes dues comunes amb la d'Arles, 1 1.255,6 m alt. Des d'aquest lloc una altra carena marca el límit que hom està resseguint: cap al Piló de Bellmaig, de 1.277 m alt, des d'on, sempre seguint carenes, va cap al Coll de Paracolls, a 899,4 m alt, i continua cap a la Bateria de Santa Engràcia, antiga bateria defensiva del Fort dels Banys, situada a 880,4 m alt al sud-oest de l'església romànica de Santa Engràcia de Montalbà; tot seguit, sempre seguint carenes va cap al nord-est i nord, fins que arriba a uns 350 metres de distància al sud del Fort dels Banys i al sud-oest del poble dels Banys d'Arles, on el termenal de Montalbà tancava cap a l'est just al nord de les Gorges del Montdony, que queden dins de l'antic terme de Montalbà.
El límit de llevant d'aquest antic terme, des del lloc esmentat on es troben els termes dels Banys d'Arles i Palaldà i Reiners amb l'empordanès municipi de Maçanet de Cabrenys, a 1.418,4 m alt, davalla cap al nord, passa pel Puig de la Porrassa, de 1.276,9 m alt, poc al nord del qual el termenal gira cap al nord-oest. Des d'aquell lloc, el termenal passa pel Coll del Ric, a 960,9 m alt, poc després pel Coll del Faig, a 965,4, pel Peira Baixa, de 1.023,1, pel Puig del Bosquet, de 973,5, fins que arriba al Pla del Rossinyol, des d'on baixa directament al Montdony, a 281,4 m alt. El termenal seguia aleshores el curs del Montdony, fins que l'abandona a l'alçada de 255,2 m alt, per anar a tancar un xic al nord de les Gorges del Montdony.

#### El poble de Montalbà

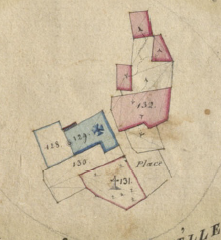
Montalbà dels Banys en el Cadastre napoleònic del 1812 (ADPO)

El petit poble de Montalbà dels Banys, anomenat també de l'Església en contraposició a l'altre Montalbà del departament, Montalbà del Castell, de la Fenolleda, o de Paracolls, està construït al voltant de l'església antigament parroquial de Santa Maria de Montalbà. S'hi conserva també les restes del Castell de Montalbà.

#### El Castell de Montdony
Una mica més al sud hi ha les restes de l'antic Castell de Montdony, i una mica més al sud, encara, les restes de la Torre de Montdony.

#### Santa Engràcia de Montalbà
Al nord del terme, a prop dels Banys d'Arles, hi ha l'antiga església de Santa Engràcia de Montalbà, de vegades anomenada Santa Engràcia de Montdony.

#### Paracolls

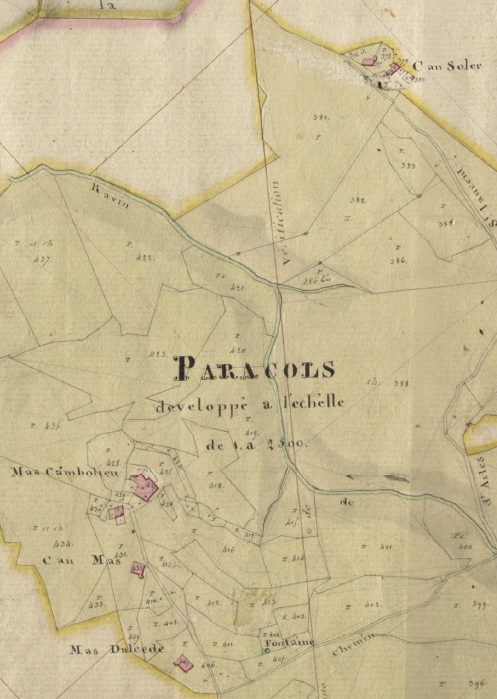
Paracolls en el Cadastre napoleònic del 1812 (ADPO)

L'antic veïnat de Paracolls, del qual només es conserven algunes ruïnes, és situat al nord-oest de l'antic terme de Montalbà. És un dels que ha proporcionat un dels noms històrics de Montalbà. En el Cadastre napoleònic del 1812 el poble, tot i que amb poques cases, apareix perfectament delimitat i situat en el mapa. També hi havia hagut el Castell de Paracolls, actualment del tot desaparegut.

#### Altres indrets
Hi ha també la capella de la Mare de Déu de la Pietat de Can Fèlix, a la masia d'aquest nom, situada a prop al nord-est de Montalbà. Una altra capella conservada en aquest antic terme és la de Sant Josep del Pujol de Dalt, al sud-oest de Montalbà, a la vall de la Ribera del Terme.

### Antigues fortificacions militars
A més del Fort dels Banys, als Banys d'Arles i Palaldà hi havia d'altres elements de fortificació militar: la Bateria de Santa Engràcia, la Bateria Petita, la Sala dels Banys, o Torre Reial del Puig dels Banys, i la Torre.

### Els Ponts
La peculiar conurbació dels Banys d'Arles i Palaldà ha fet necessària l'existència de tot un conjunt de ponts que facilitin el pas d'una riba a l'altra del Tec, com el Pont de França i el Pont del Casino, o bé el Montdony, com el Pont de l'Hospital, o Pont de Guerra, el Pont dels Banys, o de Sant Quintí, o de Montdony. També hi havia hagut el Pont Romà, ara desaparegut.

### Els masos del terme
El terme dels Banys d'Arles i Palaldà –sobretot l'antic terme de Montalbà– estava ple de masos, atès que la major part era població disseminada. Se'n conserven uns quants: l'Aguda de Baix, les Barraques, abans Can Gascó, la Borbolla, Ca la Pastora, Ca l'Ocell, Cal Roig, Can Cliquetes, Can Dai, Can Fèlix, abans Mas de la Trinxeria, Can Gascó, o Mas del Gascó, Can, o Mas, Melcion, abans Mas d'en Guitard, Can Perot, Can Riubanys, Can Saurac, Can Soler, Can Tormenta, Can Veí, la Casa Nova, el Casot, abans el Masot, el Cortal d'en Guitard, ara convertit en Centre Eqüestre, el Corral de la Farga, el Corral del Mas d'en Fons, el Cortal de Can Mascarat, el Cortal de la Farga, el Cortal de la Garriga, que també fa de refugi, el Cortal del Pujol de Baix, abans simplement el Pujol de Baix, el Cortal dels Gitanos, el Cortal d'en Cruset, el Cortal de Puig de Llunes, el Forn de Calç, Mas Aldai, abans Mas d'en Cassolí, el Mas de la Fargassa, o de la Farga, el Mas de les Basses, abans Cortal Guitard Castell, el Mas del Gau, el Mas del Mener, el Mas del Pastor, el Mas Pagrís, el Molí de l'Oratori, el Molí de Pagrís, el Molí Petit de Pagrís, el Molí Serrador, abans Mas Serrador, Pujol del Mig i Pujol de Dalt.
D'altres, estan en ruïnes, com l'Aguda de Dalt, la Borbolla d'Avall o de Baix, antigament Mas de l'Esquerrà, Can Dens, Can Mascarat, abans Cortal del Mascarat, Can Montagut, o Can Bufa, la Casa Vella, abans la Borbolla de Baix, el Cortal de Borbolla, el Cortal dels Sageters, o Dubois, abans Cortal Delcròs, el Cortal Dorques, abans Delcròs, el Cortal Sitjar, o Mas d'Amunt, abans Cortal Casanova, la Grifa de Baix, abans Mas de la Grifa, la Grifa de Dalt, abans Cortal de la Grifa, el Mas de l'Església, el Mas d'en Fons, el Mas de Santa Engràcia, el Mas Nou d'en Pagrís, el Molí de la Paleta, la Planesa, abans Can Soler, la Teuleria del Mas d'en Llinars. Alguns són ja noms antics, en desús: la Barraca d'en Patella, Ca l'Esquerrà, el Casot d'en Camó, el Casot d'en Castell, el Casot d'en Guitard, el Casot d'en Poc, el Cortal, el Cortal d'en Colomines, el Cortal d'en Garumeau, el Cortal d'en Vila-seca, els Cortals d'en Nogueres, la Farga d'Azemà, o Martinet d'en Roure, el Mas de la Grifa, el Mas del Roure, el Mas d'en Llinars, el Mas de Paracolls, abans Mas Camboliu o Paracolls d'Avall, el Mas Dulceda, el Mas Mas, el Molí Boix, el Molí de l'Oli, abans d'en Roure, el Molí Noguers, Paracolls d'Amunt, o Castell de Paracolls. Al llarg del terme hi ha diverses creus, antigament de terme: la Creu, la Creu del Camí dels Evangelis i la Creu de la Serra d'en Pagès i alguns oratoris, com l'Oratori de la Madona, l'Oratori de Can Cliquetes i l'Oratori del Mas de les Basses. En el terme hi ha també dos pous de gel o de neu.

### Hidrografia

#### Cursos d'aigua
Com tots els pobles del Vallespir, el Tec és l'element hidrogràfic més rellevant del terme dels Banys d'Arles i Palaldà. Travessa la quarta part septentrional de la comuna i marca la zona més planera del terme, i, a més, rep com a afluents, directament o indirecta, la resta de cursos d'aigua del terme. Per l'esquerra, a l'antiga comuna de Palaldà, s'aboquen en el Tec directament tota una sèrie de còrrecs de curt recorregut, que davallen de la carena que tanca pel nord de la comuna dels Banys d'Arles i Palaldà. De ponent a llevant s'hi troben els còrrecs de la Guaretosa, o d'en Sorribes, de la Guixera (dos de diferents, propers entre ells), de Draguines, que hi aporta també el de les Voltes, del Tardà, de la Baja, de la Font d'en Pagès, de la Font d'en Tauler, de la Creueta, de la Fita i del Mas d'en Melcion, entre d'altres de més curts.
Per la dreta del Tec arriba principalment el Montdony, que marca tota la vall de Montalbà primer i dels Banys d'Arles segon. Només en un breu tram el Montdony deixa de marcar el centre de la vall del terme: al nord-est de Montalbà, el riu exerceix de termenal entre els Banys d'Arles i Reiners. El Montdony es forma a l'extrem sud-est del terme comunal per la unió del Còrrec del Coll del Ric i el de l'Avetosa i el del Molí Serrador. El de l'Avetosa, que és el de recorregut més llarg, davalla de la zona de l'Avetosa, en el vessant septentrional de la Collada de Sant Martí i en el nord-oest del Roc de Fraussa, i aporta també els còrrecs de la Collada de Sant Martí i del Puig de la Porrassa. Ja com a Montdony, el riu va baixant cap al nord-oest, en un traçat molt sinuós, i va recollint l'aportació de tot de còrrecs: del Clot del Roc, de la Garriga, del Campàs, de Ca l'Ocell, del Clot dels Carbons, del Clot dels Sageters, del Clot del Barral, del Pouat, del Salt de l'Aigua, de la Font Fresca, del Casot, de la Coma, abans de la Drecera, i de la Ribera del Terme.
Aquest darrer torrent, la Ribera del Terme, marca també un territori important del terme comunal: tota la vall que ocupa el sud-oest de la comuna, a pont de Montalbà. La Ribera del Terme es forma dins del terme de Sant Llorenç de Cerdans, i entra en el dels Banys d'Arles i Palaldà quan rep l'afluència del Còrrec del Serrat del Pi, que fa de termenal entre les dues comunes. Un cop ja dins del dels Banys d'Arles i Palaldà, va rebent també tot de còrrecs pirinencs: de la Borbolla, de la Borbolla de Baix, de la Partió (abans, del Mas d'Amunt), de l'Esquerrà, que ha recollit abans els del Coll del Rei, de la Collada Verda, del Clot de Canalats, de les Collades, amb el Còrrec de la Grifa, que aporta els còrrecs de la Campana, de Coll Cerdà i del Nyerro. Els darrers còrrecs formen una vall alta en el vessant nord de la carena dels Pirineus, que representa tot el sector sud del terme dels Banys d'Arles i Palaldà. Continua la ribera cap al nord, i continua rebent aportacions de còrrecs del vessant pirinenc: Recs del Pujol de Dalt (recs d'origen torrencial), Còrrec dels Talls, del Pujol de Dalt i de Font Cruset, del Pujol de Baix, del Molí, dels Cirers, d'en Soler, que ha recollit abans els còrrecs de la Font de la Degolla, de la Degolla, o del Cim de la Degolla, de Bellmaig i del Solà dels Rosers, de la Fargassa, dels Cercles, de Paracolls, del Gorg de l'Infern, del Clot del Gustí, del Clot de la Mola i del Clot de la Goma. Després d'aquest s'aboca en el Montdony.
En el darrer tram, el Montdony encara rep els còrrecs de Cal Roig, del Cable d'en Callís, de Can Mascarat, el Clot del Truc, el Còrrec Fosc, el del Mas d'en Fons i el de l'Escaldador, o d'en Batalla. Ja a la plana de la vora sud del Tec, arriben el Còrrec de la Creueta, amb el del Puig de l'Ou. A partir de l'afluència del Montdony, el Tec rep encara per la dreta alguns còrrecs més, encara dins del terme dels Banys d'Arles i Palaldà: el del Solà de Puig de l'Ou, el dels Gaus, el del Bosquet, el de l'Aguda, que aporta els del Forn de Can de la Grifa, el de la Font, el de les Llongaines, el de l'Estanyol i el de la Muntanyola, i el d'en Melcion.
A la zona planera del terme es donen alguns canals de rec, com el Rec de Can Gascó, el Rec de Ceret, el Rec de la Farga, el Rec de la Farga d'Azemà, el Rec de la Fargassa, el Rec del Molí de la Paleta, el Rec del Molí de Palaldà, el Rec de Pagrís i els Recs del Pujol de Dalt.

### Evolució de la població

Població 1962-2008

### Adscripció cantonal

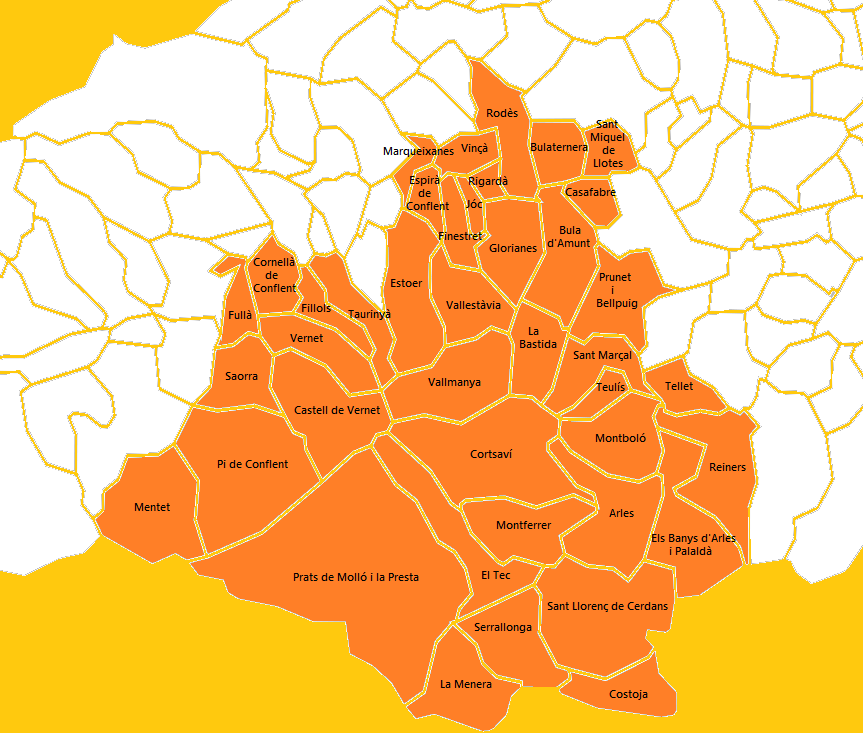
Mapa del Cantó del Canigó